# 西村克彦
西村 克彦（にしむら かつひこ、1920年2月15日 - 1992年4月3日）は、刑法学者。
大阪府生まれ。1943年東京帝国大学法学部卒。1946年岡山大学法学部助教授、教授、1962年「共犯論序説」で九州大学法学博士。1971年青山学院大学教授、1988年定年退任、獨協大学教授。

## 著書
- 『刑事学序説』有斐閣　1955
- 『刑罰の心理』酒井書店　1956
- 『法心理学』文昭社　1956
- 『法心理学的刑法観』法政大学出版局　1959
- 『共犯論序説』法政大学出版局　1961
- 『共犯問答』酒井書店　1962 のち信山社出版
- 『共犯理論と共犯立法』法政大学出版局　1962　のち信山社出版
- 『共犯の分析』一粒社　1966
- 『犯罪形態論序説』有信堂　1967
- 『犯罪形態論』良書普及会　1969
- 『罪責の構造』鳳舎　1971　のち信山社出版
- 『犯罪論講話』成文堂　1976
- 『無罪の構造』鳳舎、1977　のち信山社出版
- 『強盗罪考述』一粒社　1983
- 『暴力犯群像』良書普及会　1984
- 『日本国刑法の前途』成文堂　1986
- 『近代刑法の源泉 文献解題録』信山社出版　1990
- 『死生太平記 反脳死論序説』ゆまに書房　1990　ゆまに/のん/ふぃくしょん
- 『反脳死論 いのちの挽歌』信山社出版　1990
- 『刑法運用論』成文堂　1991
- 『犯罪論の省察』信山社出版　1992
- 『法心理学考述』信山社出版　1992

### 共著
- 『仮釈放の研究』林知己夫共著　東京大学出版会　1955

## 翻訳
- ルイス『犯罪者 その法及び社会との関係』関屋正彦共訳　刑務協会　1949
- オルーフ・チンベリー『刑事学の根本問題』酒井書店　1956
- エドモンド・カーン『法と人生 裁判官の胸のうち』法政大学出版局　1957
- アーサー・ケストラー『絞首刑』青林書院　1959
- G.ジルボーグ『犯罪行為と刑罰の心理』一粒社　1960
- H.ジョーンズ 『犯罪の条件 その心理と対策』紀伊国屋書店　1966
- G.B.ヴォルド『犯罪学 理論的考察』東京大学出版会　1970
- W.シーゲル『法学 この非能率的なるもの』平良共訳　鳳舎　1971
- M.ギンスバーグ編著『法と世論 20世紀のイギリスにおける』戸田尚共訳　勁草書房　1971
- ウィリアム・シーグル『西洋法家列伝 ハンムラビからホームズまで』成文堂　1974
- E.キッパー『フォイエルバッハ伝 近代刑法学の父』良書普及会　1979
- カール・B.レーダー『死刑物語 起源と歴史と犠牲者』保倉和彦共訳　原書房　1982　文化史選書
- カール・B.レーダー『戦争物語 人類に平和が保てるか?』原書房　1983　文化史選書
- カール・ブルノー・レーダー『独裁者の研究 歴史に学ぶ権力の秘密と手口』プレジデント社　1984
- A.v.フォイエルバッハ『カスパー・ハウザー』1991　福武文庫
- アンゼルム・フォイエルバッハ『バイエルン犯科帳』町田行男共訳　白水社　1991
- エドモンド・カーン『正義感 人間を中心とした法律観』信山社出版　1992
- 『近代刑法の遺産』ベンサム,リヴィングストン、ヘップ,フランツ・フォン・リスト,ユーイング  信山社出版　1998

## 参考
- 西村克彦教授退職記念号 青山法学論集 1988-03
- 『死生太平記』著者紹介